# 방랑대군
"방랑대군"은 1968년 공개된 대한민국의 영화이다.

## 배역
- 신영균
- 남정임
- 허장강
- 김희준
- 김청자
- 김동원
- 양훈
- 이낙훈
- 오지명
- 장혁
- 추석양
- 장훈
- 정복순
- 성소민
- 김웅
- 김기범
- 윤신옥
- 임해림
- 임운학